# Dusona stramineipes
Dusona stramineipes är en stekelart som beskrevs av Cameron 1900. Dusona stramineipes ingår i släktet Dusona och familjen brokparasitsteklar. Inga underarter finns listade i Catalogue of Life.